# Incesticide
Albums de Nirvana
Hormoaning
(1992) In Utero
(1993)
Incesticide est une compilation de faces B et de raretés du groupe Nirvana.

## Naissance d'Incesticide
Avec le succès foudroyant de Nevermind, des bootlegs contenant des enregistrements de performances radios, faces B et autres morceaux inédits ou sortis en tirage limité apparaissent rapidement. Les membres de Nirvana n'en sont pas satisfaits, notamment en raison de la mauvaise qualité des enregistrements et des prix exorbitants auxquels ces disques pirates sont vendus. Ils prévoient donc de sortir un mini-album regroupant ce type d'enregistrements. Dans le même temps, les responsables de leur ancienne maison de disques Sub Pop annoncent leur intention de sortir un album contenant les morceaux rares de Nirvana dont ils détiennent encore les droits. Un accord est trouvé pour réunir les deux projets en un seul, Incesticide.
Du fait des négociations avec Sub Pop, l'album sort relativement tôt par rapport à Nevermind : le single In Bloom tiré de l'album est sorti récemment, et sa vidéo apparaît toujours fréquemment sur MTV. Souhaitant éviter un effet de saturation, Geffen Records choisit de ne pas promouvoir activement l'album. Les projets de sortir Sliver en single sont abandonnés (aucun single ne sera tiré d'Incesticide), et la vidéo qui a été tournée de la chanson n'est pas utilisée pour la promotion.

## Liste des titres
| No  | Titre                                   | Auteur                           | batteur       | Durée |
| --- | --------------------------------------- | -------------------------------- | ------------- | ----- |
| 1.  | Dive                                    | Kurt Cobain, Krist Novoselic     | Chad Channing | 3:53  |
| 2.  | Sliver                                  | Cobain                           | Dan Peters    | 2:12  |
| 3.  | Stain                                   | Cobain                           | Channing      | 2:38  |
| 4.  | Been a Son                              | Cobain, Novoselic                | Dave Grohl    | 1:56  |
| 5.  | Turnaround (reprise de Devo)            | Mark Mothersbaugh, Gerald Casale | Grohl         | 2:17  |
| 6.  | Molly's Lips (reprise de The Vaselines) | Eugene Kelly, Frances McKee      | Grohl         | 1:51  |
| 7.  | Son of a Gun (reprise de The Vaselines) | Kelly, McKee                     | Grohl         | 2:48  |
| 8.  | (New Wave) Polly                        | Cobain                           | Grohl         | 1:48  |
| 9.  | Beeswax                                 | Cobain                           | Dale Crover   | 2:47  |
| 10. | Downer                                  | Cobain                           | Crover        | 1:42  |
| 11. | Mexican Seafood                         | Cobain                           | Crover        | 1:52  |
| 12. | Hairspray Queen                         | Cobain, Novoselic                | Crover        | 4:12  |
| 13. | Aero Zeppelin                           | Cobain, Novoselic                | Crover        | 4:38  |
| 14. | Big Long Now                            | Cobain                           | Channing      | 5:01  |
| 15. | Aneurysm                                | Cobain, Novoselic, Grohl         | Grohl         | 4:35  |

## Musiciens
- Kurt Cobain: chant, guitares
- Krist Novoselic: basse
- Dave Grohl: batterie
- Chad Channing: batterie
- Dale Crover: batterie
- Dan Peters: batterie

## Détails et crédits
Outre Kurt Cobain (guitare/chant) et Krist Novoselic (basse), plusieurs batteurs apparaissent sur l'album : il s'agit des musiciens qui ont précédé Dave Grohl dans Nirvana, soit Dale Crover, Dan Peters et Chad Channing. Grohl lui-même est présent sur six morceaux.
Deux chansons d'Incesticide sont des reprises du groupe écossais The Vaselines : Molly's Lips et Son of a Gun, tandis que Turnaround est de Devo.
On retrouve aussi sur cet enregistrement une version de Polly, popularisée par Nevermind. Le titre sera également repris en version acoustique sur le disque Unplugged in New York.

## Illustration de la pochette
La pochette d'Incesticide est une toile peinte par le chanteur du groupe, Kurt Cobain, qu'il a signée « Kurdt Kobain ».

## Charts & certifications
| Pays             | Durée du classement | Meilleur classement |
| ---------------- | ------------------- | ------------------- |
| Allemagne        | 12 semaines         | 40e                 |
| Australie        | 8 semaines          | 22e                 |
| Autriche         | 16 semaines         | 10e                 |
| Canada           | 11 semaines         | 21e                 |
| États-Unis       | 25 semaines         | 39e                 |
| France           | 2 semaines          | 28e                 |
| Nouvelle-Zélande | 10 semaines         | 23e                 |
| Pays-Bas         | 9 semaines          | 31e                 |
| Royaume-Uni      | 11 semaines         | 14e                 |
| Suède            | 4 semaines          | 27e                 |
| Suisse           | 6 semaines          | 18e                 |

| Pays        | Certification | Ventes      | Date            |
| ----------- | ------------- | ----------- | --------------- |
| Canada      | 2 × Platine   | 200 000 +   | 9 janvier 1997  |
| États-Unis  | Platine       | 1 000 000 + | 7 novembre 1995 |
| France      | Or            | 100 000 +   | 16 octobre 1993 |
| Royaume-Uni | Platine       | 300 000 +   | 22 juillet 2013 |